# Fakó rigó
A fakó rigó (Turdus pallidus) a madarak osztályának verébalakúak (Passeriformes) rendjébe és a rigófélék (Turdidae) családjába tartozó faj.

## Rendszerezése
A fajt Johann Friedrich Gmelin német természettudós írta le 1789-ben.

## Előfordulása
Ázsiában, Észak-Korea, Dél-Korea, Japán, a Fülöp-szigetek, Hongkong, Oroszország és Tajvan területén honos. Költés területébe beletartozik Szibéria délkeleti része, Északkelet-Kína, a Koreai-félsziget és feltehetőleg költ a Japánhoz tartozó Cusima-szigeten is.
Vonuló faj, telelőterületébe beletartozik Japán középső és déli része, Dél-Korea és Kína déli része, de olykor eljut Tajvanra és a Fülöp-szigetekre is. Németországban kóborlóként észlelték már.
Természetes élőhelyei a szubtrópusi vagy trópusi síkvidéki esőerdők, lombhullató erdők és mérsékelt övi erdők, valamint szántóföldek, vidéki kertek és városias régiók.

## Megjelenése
Testhossza 23 centiméter, testtömege 79–90 gramm.
|  |

## Életmódja
Főleg rovarokkal és pókok táplálkozik, de gyümölcsöket és magvakat is fogyaszt.

## Természetvédelmi helyzete
Az elterjedési területe rendkívül nagy, egyedszáma viszont ismeretlen. A Természetvédelmi Világszövetség Vörös listáján nem fenyegetett fajként szerepel.